# BMC ADO16
BMC ADO16 är en serie personbilar, tillverkad av British Motor Corporation mellan 1962 och 1974. Den finns som modell hos bilmärkena Austin, Morris, MG, Wolseley och Riley.
Modellen byggdes även i Spanien av Authi, Innocenti i Italien och i BMC:s fabrik i Belgien. Den låg även som grund för liknande bilar som tillverkades i Australien och Sydafrika. Den lanserades som Morris 1100.

## Bakgrund
Sedan konstruktionen av Hundkojan var klar, började Alec Issigonis arbetet med en större familjebil, byggd efter samma principer. ADO kommer från projektets namn Amalgamated Drawing Office project number 16. Den nya bilen fick en större version av BMC:s A-motor och hade skivbromsar på framhjulen. Karossen ritades av Pininfarina. Med ADO 16 introducerade BMC sin Hydrolastic-fjädring som skulle komma till användning i allt fler av koncernens bilar. Hydrolastic var uppbyggt runt hydrauliska fjäderelement som ersatte konventionella fjädrar och stötdämpare. 
Bilen gick i produktion sommaren 1962 och var under resten av 1960-talet Storbritanniens mest sålda bil, i konkurrens med den genomkonventionella Ford Cortina.
ADO16 kom att tillverkas under nästan alla BMC:s märkesnamn, inte mindre än sex olika versioner.

## 1100/1300
Bilen såldes de första åren bara med en 1100cc motor. På den brittiska hemmamarknaden såldes bara fyrdörrarskarosser, men en tvådörrarsvariant tillkom snart för export. Austin- och Morris-motorerna hade enkel förgasare, övriga var försedda med en starkare tvåförgasarmotor. 1966 tillkom kombi-varianter från Austin och Morris. Från juni 1967 kunde de fyra finare versionerna levereras med 1275cc motor med enkel förgasare. 
I oktober 1967 introducerades Mark II-versionen. Den kännetecknas av mindre fenor på bakskärmarna. Tvådörrarsbilar säljs nu även på hemmamarknaden och 1275cc motorn tillkom som alternativ även i de billigare bilarna. Från våren 1968 såldes de fyra finare versionerna bara med den större motorn, nu med dubbla förgasare.
Hösten 1969 började rationaliseringen av märkesfloran och Riley gick i graven. Istället kom Austin och Morris i 1300 GT-version med dubbla förgasare.
I september 1971 introducerades den slutliga Mark III-versionen, med ny instrumentering och bättre stolar. Nu återstod bara Austin, Wolseley och Vanden Plas på programmet.

### Morris

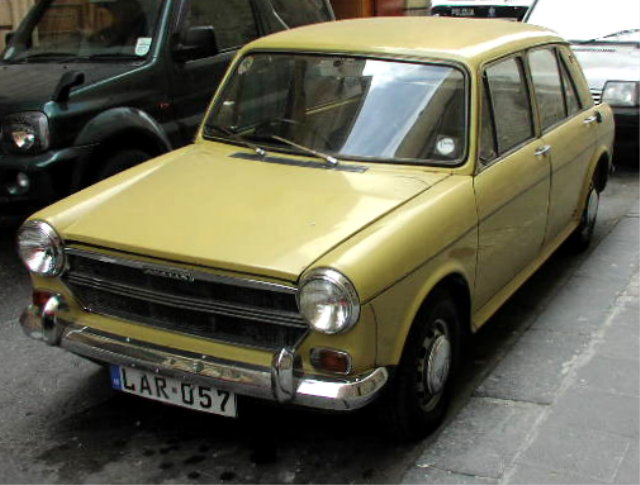
Morris 1100

Morris 1100 presenterades i augusti 1962 som första ADO16-version. Rivalitet inom försäljningsorganisationen hade lett till att Morris återförsäljare krävt att introduktionen av Austin-versionen skulle förhalas, eftersom de kände att Austin hade ett mer konkurrenskraftigt modellprogram. På Genèvesalongen 1966 presenterades kombi-versionen Traveller.
Med Mk II-versionen kom modifierad kaross och inredning, samt en 1300-motor även till Morris. Med den större motorn kom även helsynkroniserad växellåda. I oktober 1969 tillkom 1300 GT med tvåförgasarmotor. Detta var i praktiken en MG 1300 med fyra dörrar.
Produktionen av sedanmodellen upphörde hösten 1971 och den ersattes av Morris Marina. Kombi-versionen Traveller tillverkades fram till 1973 i Mk III-utförande.
Totalt tillverkades cirka 723 000 Morris 1100/1300

### MG
I oktober 1962 tillkom den sportiga MG-versionen, med tvåförgasarmotor. Den hade traditionell MG-kylare och instrumentbräda i trä. Från juni 1967 kunde MG:n levereras med 1275cc motor. Mk II-versionen av MG hade starkare motor, helsynkroniserad växellåda och samma instrumentbräda som Rileyn. Bilen såldes nu bara med tvådörrarskaross. Produktionen av MG-modellen upphörde hösten 1971, efter 157 409 tillverkade MG 1100/1300.

### Austin Motor

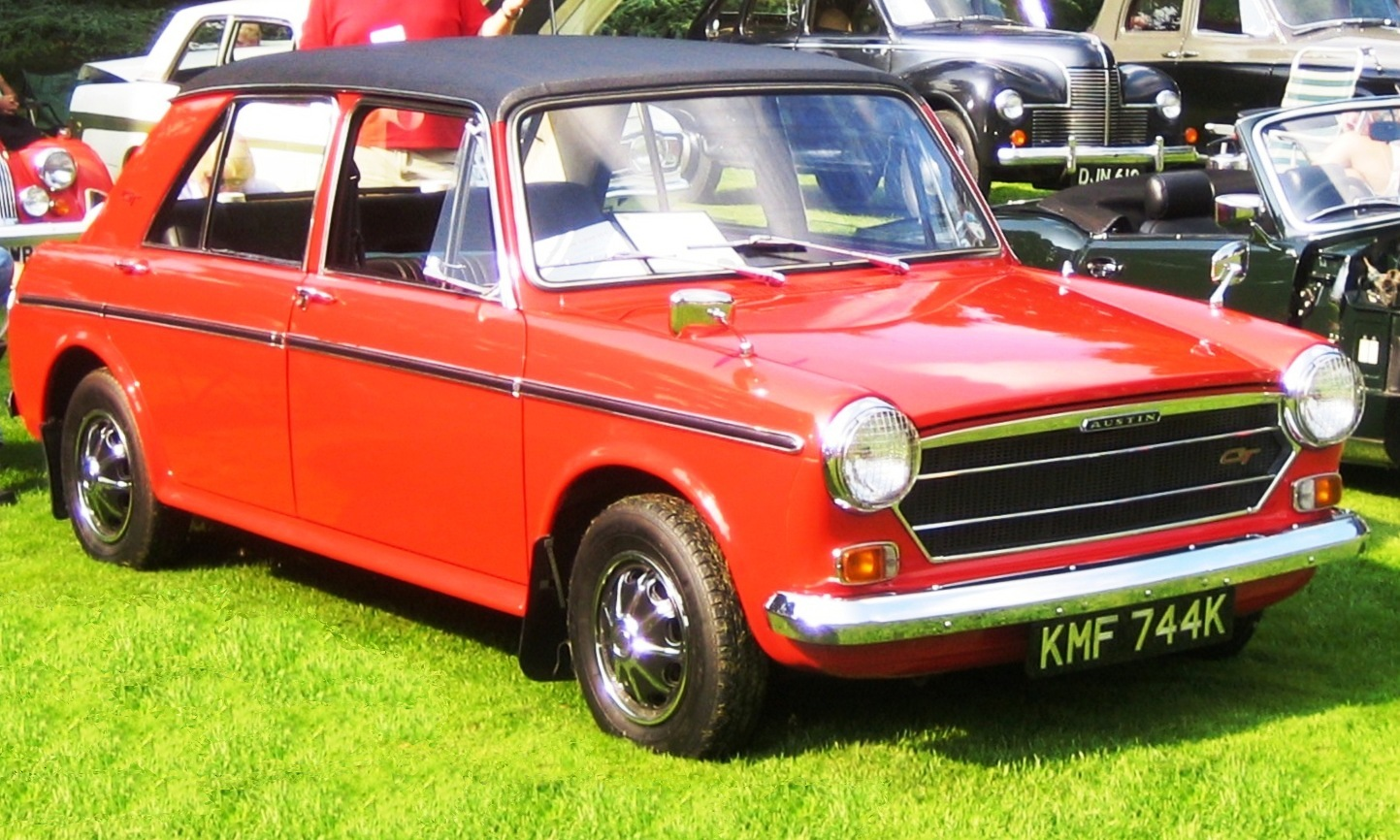
Austin 1300 GT

Ett drygt år efter Morris 1100 presenterades Austin-versionen i september 1963. Bortsett från fronten och instrumentbrädan var bilarna identiska. På Genève-salongen 1966 presenterades kombi-versionen Countryman.
Med Mk II-versionen kom modifierad kaross och inredning, med samma instrumentbräda som Morris. Nu fanns 1300-motorn även till Austin. Med den större motorn kom även helsynkroniserad växellåda. I oktober 1969 tillkom 1300 GT med tvåförgasarmotor.
Mk III-versionen uppdaterades med en ny grill samt ny instrumentering och bättre stolar. 
Produktionen fortsatte till juni 1974, med cirka 1 052 000 tillverkade Austin 1100/1300.

### Vanden Plas
Vanden Plas Princess version visades på London Motor Show i oktober 1963. Den hade en mycket påkostad inredning med valnötspaneler, läderklädsel och små picknick-bord för passagerarna på framstolarnas baksidor. Sådan överdådig lyx hade aldrig förekommit i en småbil tidigare. Princessen hade även en instrumentbräda i trä, med runda instrument, som var unik för modellen. Från juni 1967 kunde bilen levereras med 1275cc motor. Mk II-versionen av Vanden Plas fick helsynkroniserad växellåda. 
Tillverkningen av Princess 1100/1300 upphörde, som sista brittiska ADO16-bilen, i juni 1974, efter 43 741 exemplar.

### Wolseley
Wolseley-versionen presenterades i september 1965. Den delade MG:ns tvåförgasarmotor och instrumentbräda. Den hade dock den traditionella Wolseley-kylaren. Bilen ersatte den Morris Minor-baserade Wolseley 1500. Från juni 1967 kunde bilen levereras med 1275cc motor. Mk II-versionen av Wolseley fick helsynkroniserad växellåda.  Produktionen av Wolseley 1100/1300 upphörde våren 1973, i samband med introduktionen av Austin Allegro, efter 44 867 exemplar.

### Riley
Samtidigt med Wolseley-versionen kom även Riley Kestrel i september 1965, med MG:ns tvåförgasarmotor. Den hade traditionell Riley-kylare och en egen instrumentbräda, komplett med varvräknare. Kestrel ersatte den Morris Minor-baserade One-point-Five. Från juni 1967 kunde Rileyn levereras med 1275cc motor. Mk II-versionen av Riley hade starkare motor och helsynkroniserad växellåda. Bilen hade nu förlorat namnet Kestrel. 
Tillverkningen avslutades i juli 1969, efter 21 529 tillverkade Kestrel/1300 och med en försvann märket Riley.

## ADO16 i världen
BMC var ett världsomspännande företag med dotterbolag och sammansättningsfabriker i ett antal länder. Under de "goda åren" på femtio- och sextiotalen hade man även resurser att anpassa bilarna till lokalt tycke och smak.

### Australien
Från 1969 såldes Morris 1500 med Austin Maxi:s E-motor med överliggande kamaxel. 1500:n fanns även som Morris Nomad med halvkombi-kaross. Både 1500 och Nomad exporterades till Nya Zeeland, där de såldes under Austin-namnet.

### Italien
BMC hade sedan början av sextiotalet ett samarbete med Innocenti, där den italienska tillverkaren byggde BMC-bilar på licens. Innocenti byggde ADO16 mellan 1963 och 1974.

### Spanien
Mellan 1965 och 1976 hade BMC ett dotterbolag i Spanien, kallat Authi som satte samman olika BMC-produkter. Fabriken såldes därefter till Seat. Authi byggde ADO16 med en mindre enlitersmotor från Hundkojan. Bilen exporterades även till länder som Danmark och Grekland. Giovanni Michelotti ritade en ny kaross till ADO16, med Triumph-liknande front och utbyggt bagageutrymme. Mellan 1972 och 1975 tillverkades bilen under namnet Austin Victoria.

### Sydafrika
Michelottis "three box"-modell byggdes i Sydafrika mellan 1971 och 1977 under namnet Austin Apache.

## Bilder

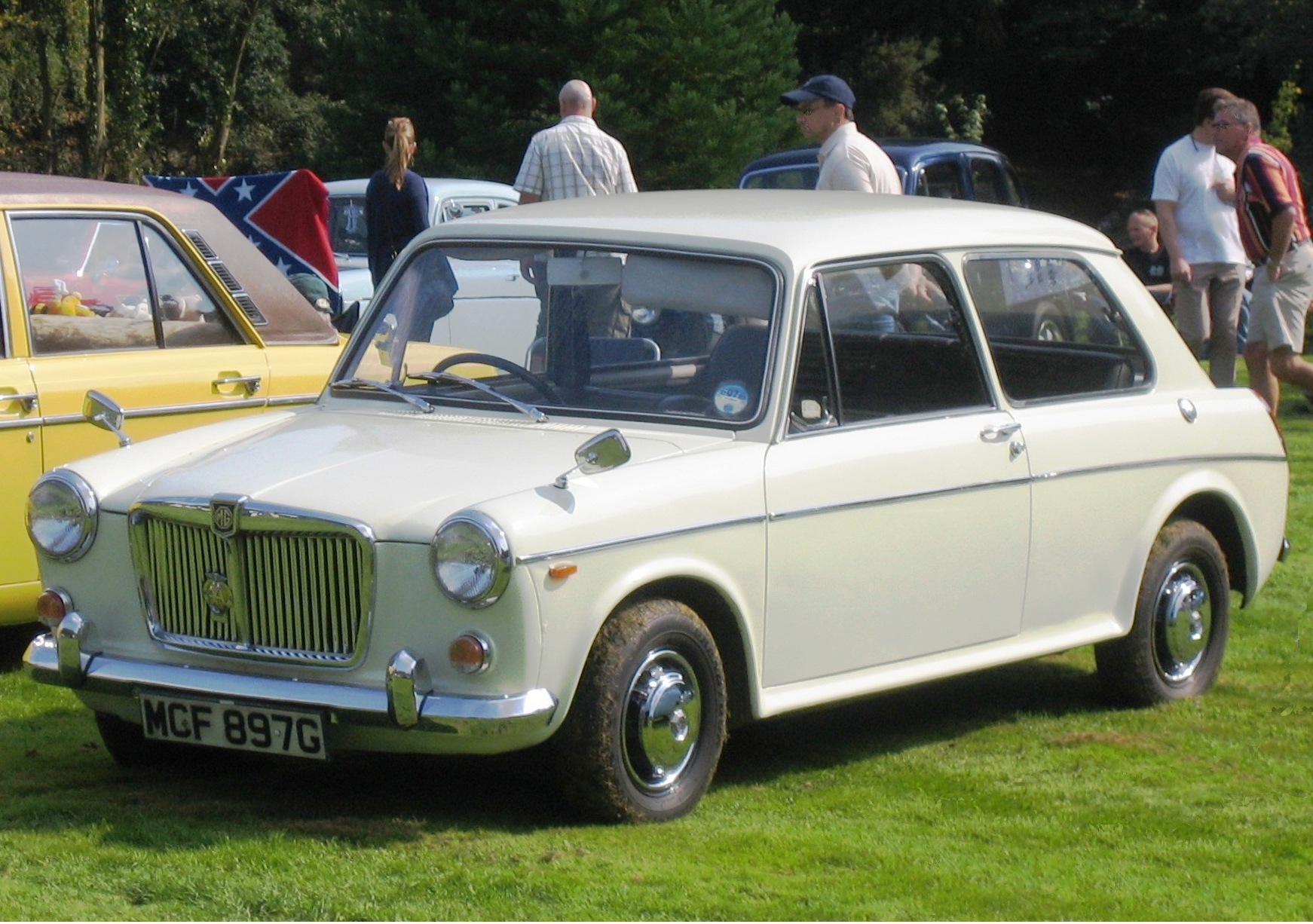
MG 1300
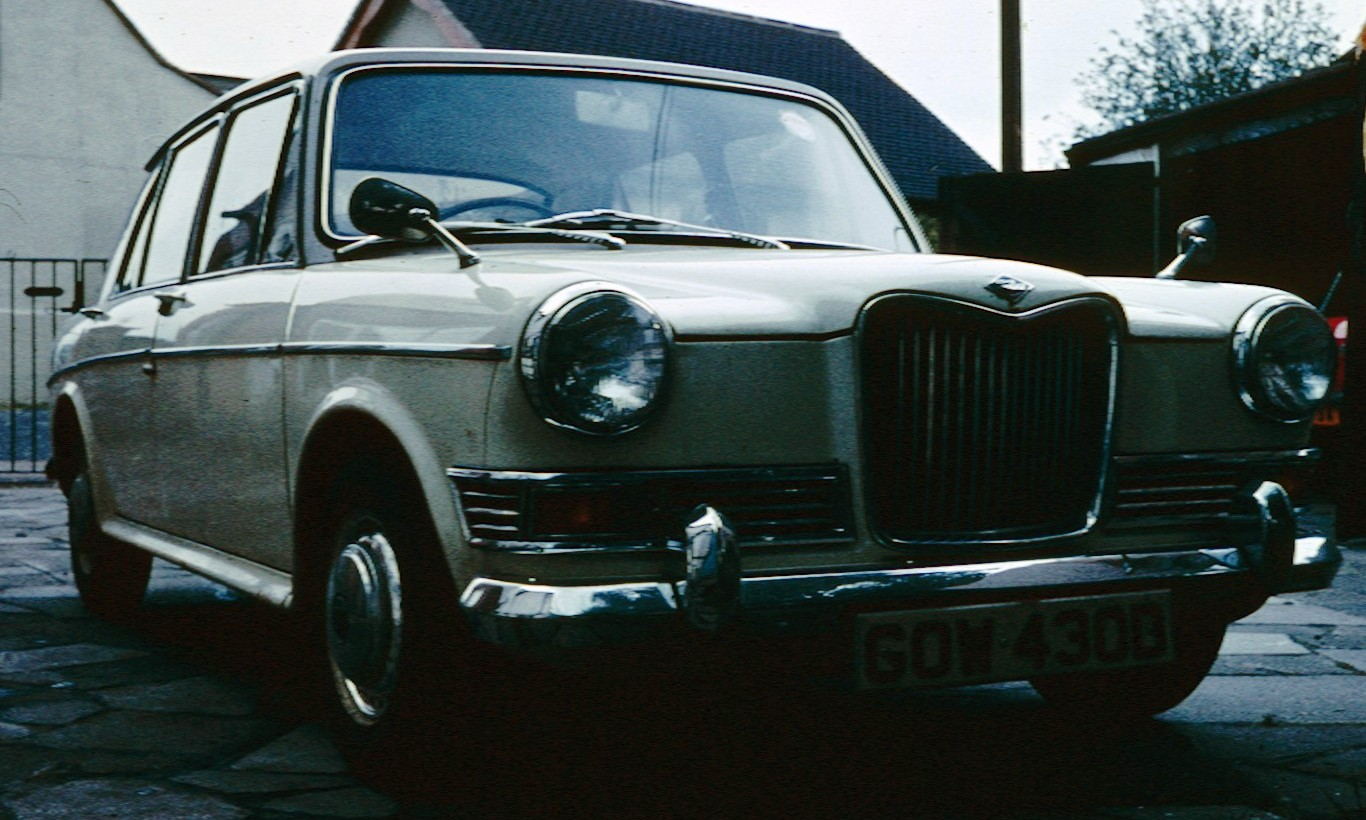
Riley Kestrel
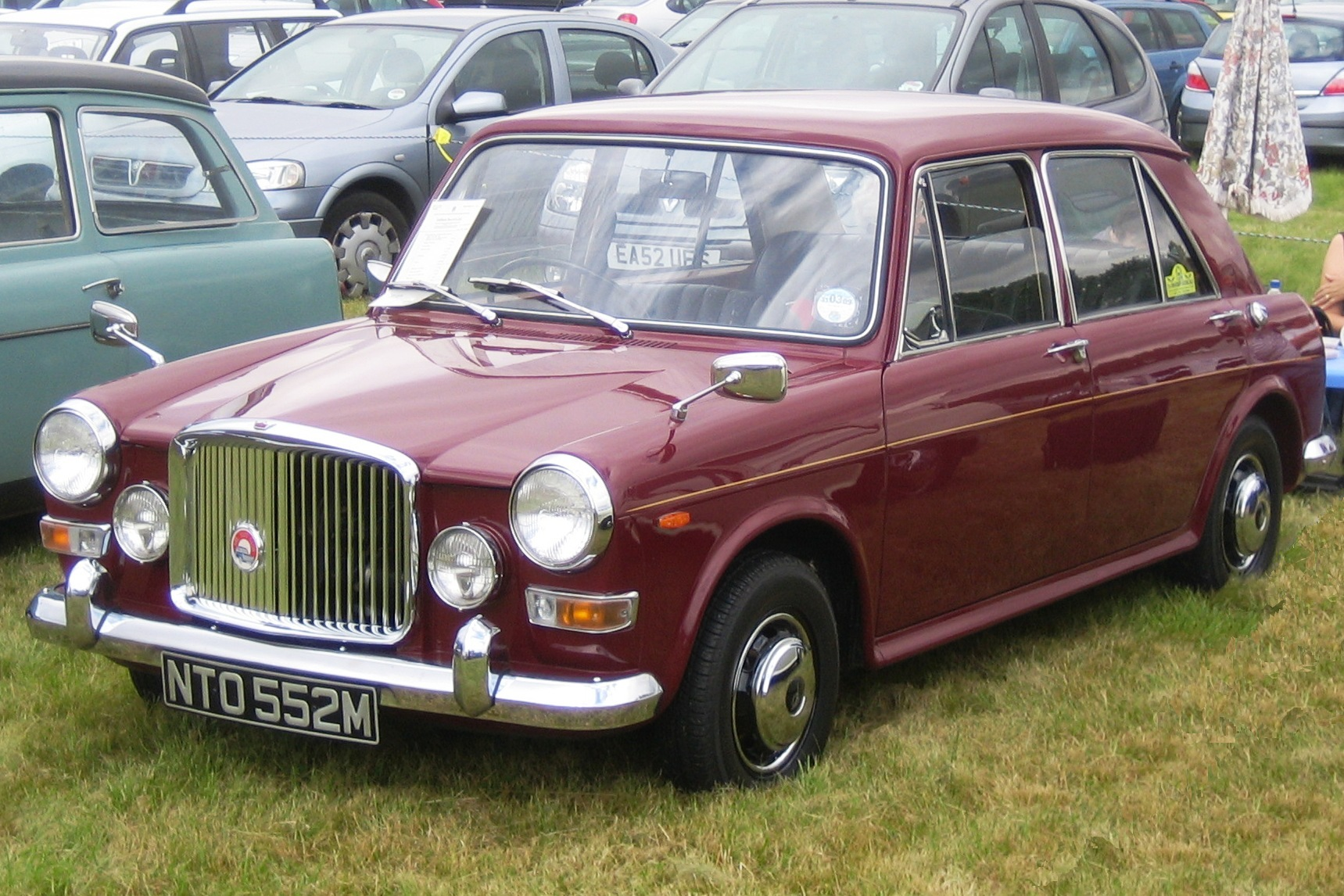
Vanden Plas 1300
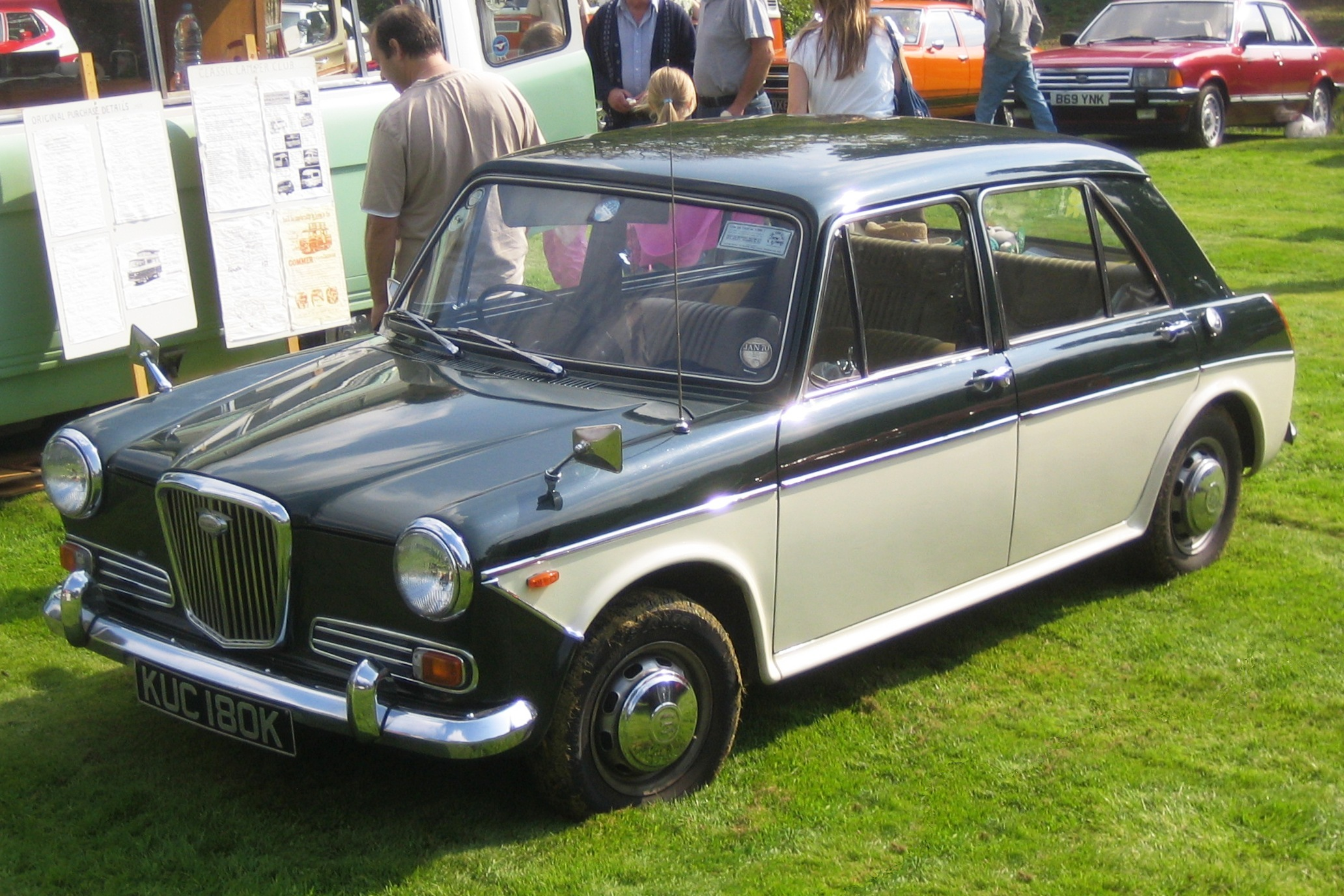
Wolseley 1300
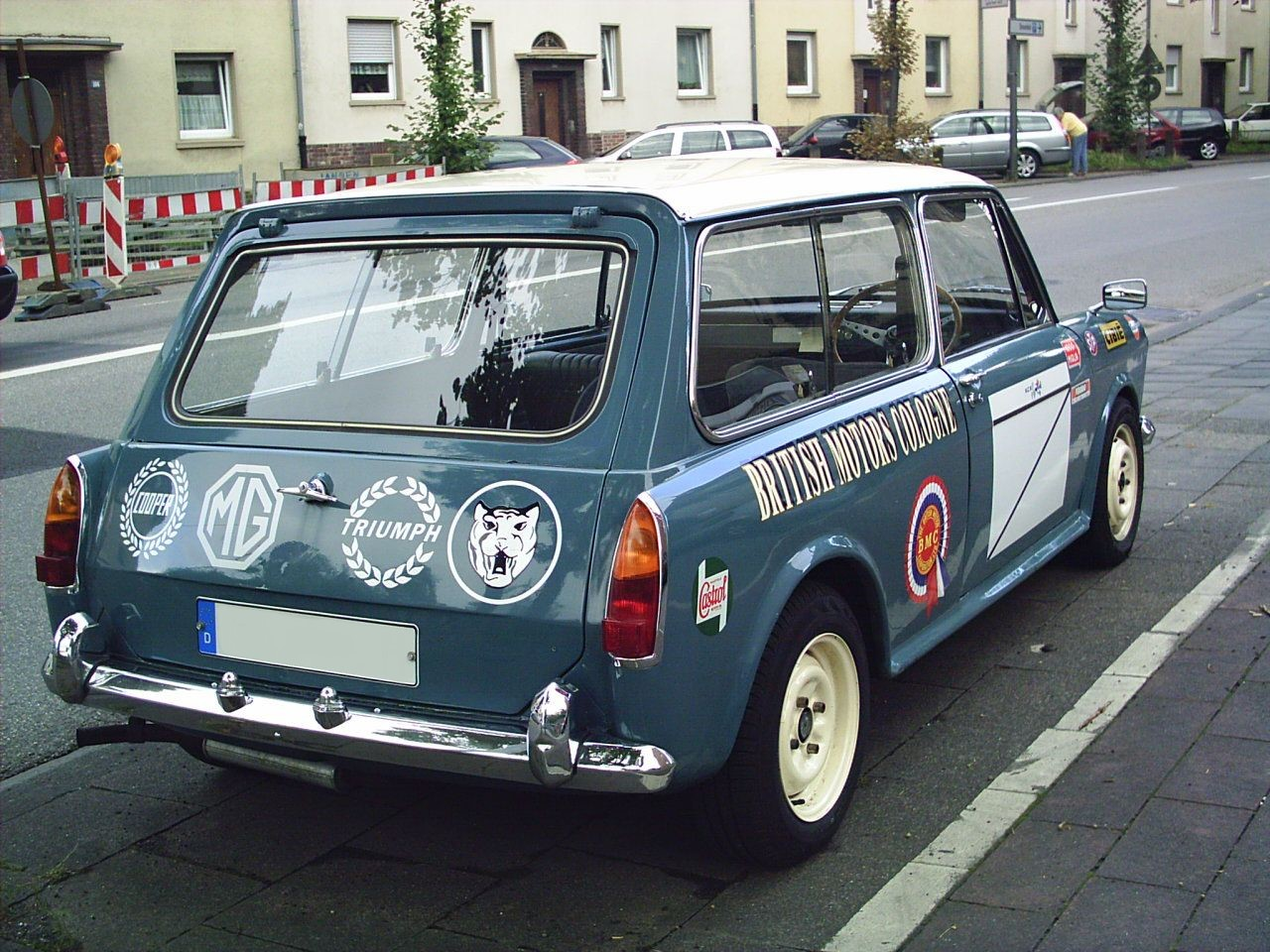
ADO16 kombi
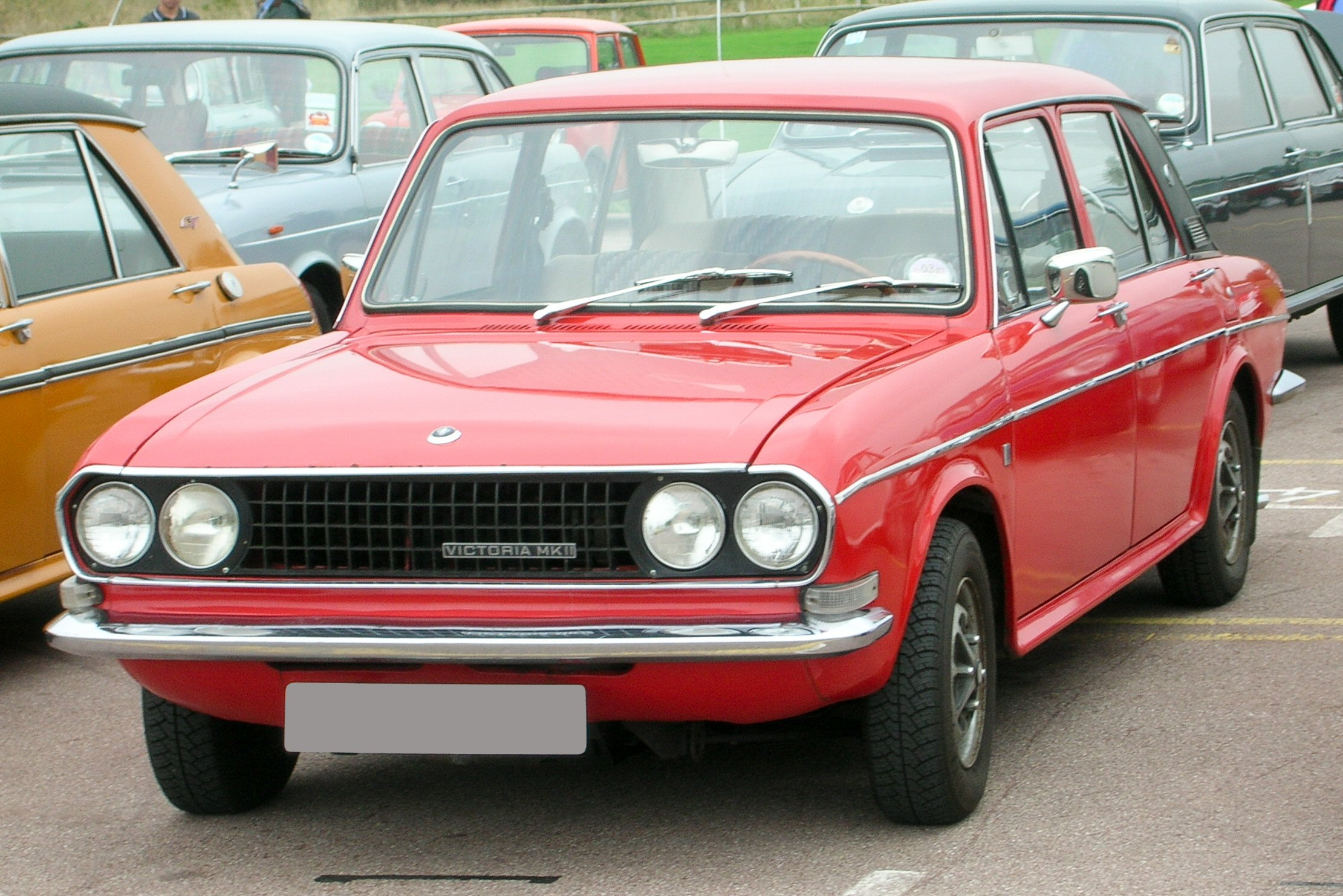
Spansktillverkad Austin Victoria
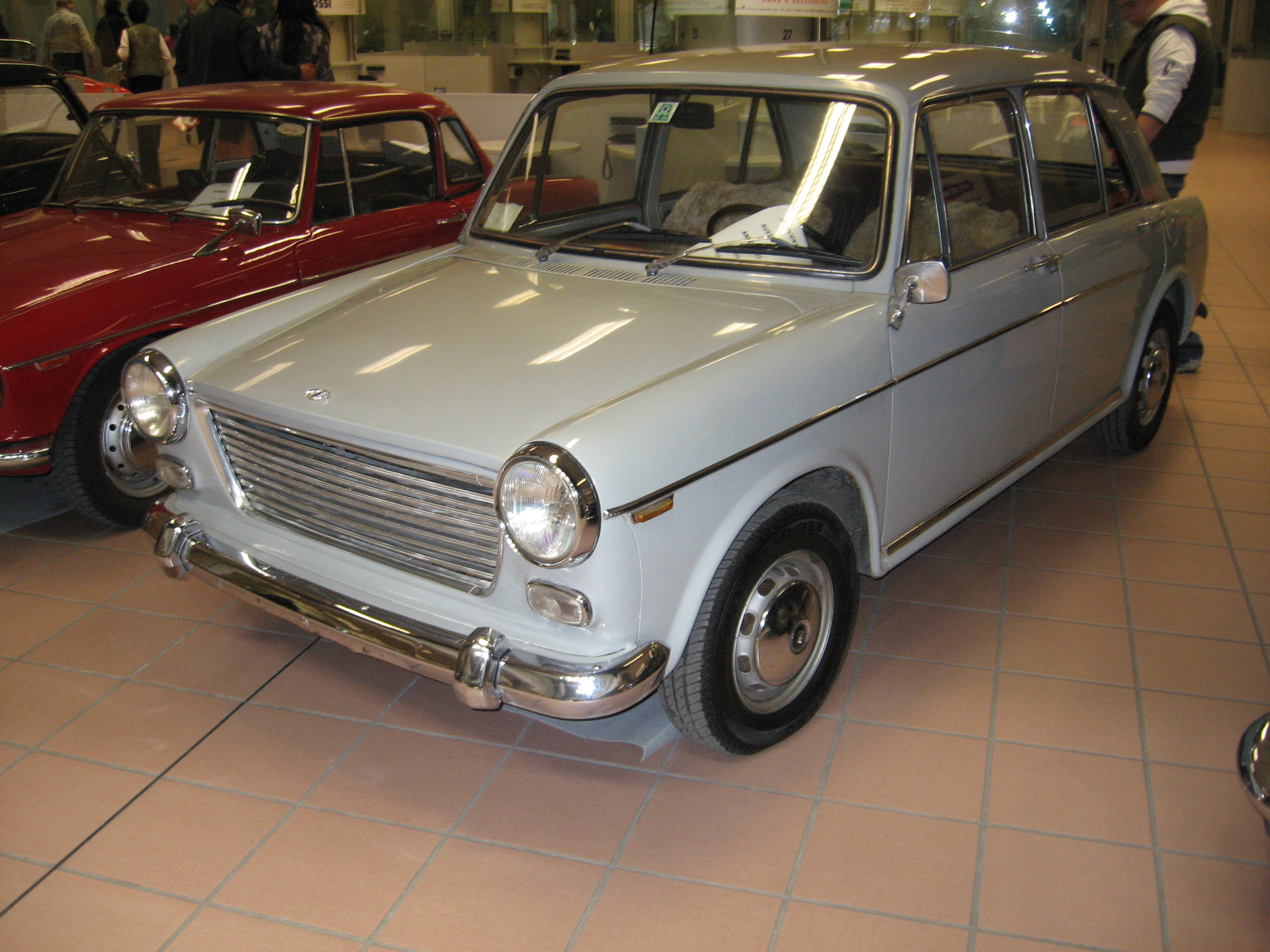
Italienska Innocenti J4

## Motor
ADO16 var försedd med BMC:s A-motor, som varit i produktion sedan Austin A30:s dagar. Motorn var tvärställd, placerad ovanpå växellådan. Motor och växellåda hade gemensamt smörjsystem, vilket krävde täta oljebyten för att fungera bra. Från 1967 kunde bilen levereras med automatlåda.
| Modell  | Motor              | Cylindervolym | Effekt   | Bränslesystem       |
| ------- | ------------------ | ------------- | -------- | ------------------- |
| 1100    | 4-cyl radmotor ohv | 1098 cm³      | 48 hk    | Enkel förgasare     |
| 1100 TC | 4-cyl radmotor ohv | 1098 cm³      | 55 hk    | Dubbla SU förgasare |
| 1300    | 4-cyl radmotor ohv | 1275 cm³      | 58 hk    | Enkel förgasare     |
| 1300 TC | 4-cyl radmotor ohv | 1275 cm³      | 65-70 hk | Dubbla SU förgasare |